# Girl Code
Girl Code es una serie de comedia estadounidense para televisión de MTV que debutó el 23 de abril de 2013. Es una serie derivada de Guy Code. La serie incluye actrices, cantantes, comediantes femeninas — más algunos hombres — que discuten la hermandad que las mujeres comparten. Fue anunciado el 13 de junio de 2013, que la serie sería renovada para 20 episodios en la segunda temporada. La segunda temporada se estrenó el 30 de octubre de 2013. En abril de 2014, MTV anunció la renovación de la tercera temporada de la serie.

## Elenco
| - Alesha Renee - Alice Wetterlund - Andrew Schulz - April Rose - Carly Aquilino - Charlamagne Tha God - Chris Distefano - Esther Ku - Jamie Lee | - Jeff Dye - Jessimae Peluso - Jordan Carlos - Melanie Iglesias - Nessa - Nicole Byer - Quinn Marcus - Shalyah Evans - Tanisha Long |

## Episodios
| Temporada | Temporada | Episodios | Fecha de emisión      | Fecha de emisión    |
| Temporada | Temporada | Episodios | Estreno de temporada  | Final de temporada  |
| --------- | --------- | --------- | --------------------- | ------------------- |
|           | 1         | 21        | 23 de abril de 2013   | 7 de julio de 2013  |
|           | 2         | 20        | 30 de octubre de 2013 | 20 de abril de 2014 |